# Rumburak mirabilis
Rumburak mirabilis Wesolowska, Azarkina & Russell-Smith, 2014 è un ragno appartenente alla famiglia Salticidae.

## Etimologia
Il nome proprio deriva dall'aggettivo latino mirabilis, -e, che significa ammirevole, mirabile, unico, in riferimento alla struttura peculiare del pedipalpo maschile.

## Caratteristiche
L'olotipo maschile ha un cefalotorace lungo 3,3mm, largo 2,4mm e spesso 1,5mm.
Il paratipo femminile ha un cefalotorace lungo 3,1-3,5mm, largo 2,4-2,5mm e spesso 1,4mm.
Il maschio è peculiare, caratterizzato dalla struttura del pedipalpo che presenta una tibia molto lunga con l'apofisi posta dorsalmente, un bulbo arrotondato senza lobo prossimale e un piccolo embolo con accompagnamento di sottile apofisi terminale. I dotti seminali dell'epigino femminile sono corti e larghi, le ghiandole accessorie sono grandi e poste nelle pareti delle spermateche.

## Distribuzione
La specie è stata reperita in Sudafrica, nella Provincia del Capo Orientale. Di seguito alcuni rinvenimenti:
1. l'olotipo maschile è stato rinvenuto lungo il muro di una casa, la Never Daunted Guest House, in località Hogsback, all'interno della foresta afromontana delle Amatola Mountains, a 1250 metri di altitudine dall'aracnologo Haddad il 27 marzo 2011[1].
2. due paratipi femminili sono stati rinvenuti nella medesima località, da C. Haddad, J.A. Neethling e R. du Preez, il fra il 20 e il 23 marzo 2013[1].

## Tassonomia
Al 2022 non sono note sottospecie e dal 2014 non sono stati esaminati nuovi esemplari.